# Josette Trépanier
Pour les articles homonymes, voir Trépanier.
Josette Trépanier, née en 1946 à Montréal et morte le 12 juin 2019 à Hudson est une artiste multidisciplinaire, autrice et conférencière québécoise.

## Biographie
Josette Trépanier obtient son diplôme de l'École des beaux-arts de Montréal (option gravure) en 1967. Elle poursuit ses études avec l'obtention de trois diplômes à l'Université du Québec à Montréal : baccalauréat en enseignement des arts plastiques, maîtrise en arts visuels ainsi qu'un doctorat en études et pratiques des arts. De 1994 à 2001, elle enseigne au Département des arts de l’Université du Québec à Trois-Rivières.

## Expositions (sélection)
- 2004 : Barbie sans peine, Usine C, Montréal
- 1995 : L’U.R.A.V. et ses invités, Galerie d’Art du Parc, Trois-Rivières[3]
- 1991 : Ausstellung in der Galerie Gropius, Musée Martin Gropius Bau, Berlin
- 1984 : Lieux publics, Galerie des Services culturels du Québec, Paris[1]
- 1982 : exposition collective Art et féminisme, Musée d'art contemporain de Montréal

## Musées et collections publiques
- Artothèque de la Bibliothèque Gabrielle-Roy
- Bibliothèque et Archives nationales du Québec
- Cinémathèque québécoise
- Collection Loto-Québec
- Galerie de l'UQAM
- Musée d'art contemporain de Montréal
- Musée d'art de Joliette
- Musée des beaux-arts de Montréal
- Musée des beaux-arts de Sherbrooke
- Musée national des beaux-arts du Québec[4]